# Jussiana d'Entença
|  | Aquest article tracta sobre la dama del segle xiii. Vegeu-ne altres significats a «Jessiana d'Entença». |

Escut d'armes de la casa d'Entença.

Jussiana d'Entença (?, s. XIII), senyora d'Alcolea de Cinca, era filla del senyor de la baronia d'Alcolea Ponç Hug d'Entença i fou la muller de Bernat Guillem de Montpeller (? - 1238), cavaller occità i oncle del rei Jaume I d'Aragó. A raó del seu casament amb Jussiana d'Entença, Bernat Guillem de Montpeller passà a ser conegut històricament com a Bernat Guillem d'Entença, cognom que adoptaren els seus fills. La nissaga dels Entença era originària de la Ribagorça.

## Descendència
D'aquest matrimoni naixeren dos fills:
- Guillem I d'Entença
- Bernat Guillem d'Entença (?- després de 1300)